# Черо Веронезе
Чѐро Веронѐзе (на италиански: Cerro Veronese; на венециански: El Sero, Ел Серо, на местен диалект: Kame Cire, Камъ Циръ) е село и община в Северна Италия, провинция Верона, регион Венето. Разположено е на 730 m надморска височина. Населението на общината е 2471 души (към 2015 г.).